# العين الحارة (الخوبة)
العين الحارة الخوبة تبعد العين مسافة 50 كم من الناحية الشرقية الجنوبية لمدينة جازان. تقع العين في محافظة الحرث، وهي محتلة صخرة بركانية تشاهد من الطريق العام، وخيمة الدخان الأبيض المتصاعد من أبخرتها. ماؤها شديد الحرارة وتنساب من مجرى وادي خلب القريب منها، وبالرغم من اختلاط مائها بماء الوادي فانه لا يستطيع الإنسان أن يغتسل في الوادي أبان فصل الصيف. وقد أقيم عليها مشروع سياحي طبي.